# 日本地理
日本在地理上屬於東北亞，東鄰太平洋，西以日本海、朝鮮海峽、東海與歐亞大陸的西伯利亞、朝鮮半島、中国大陆鄰接，南以菲律賓海與臺灣、馬里亞納群島鄰接，北以宗谷海峽、鄂霍次克海與庫頁島、千島群島鄰接。
日本是一個島嶼國家，其國土以日本列島為中心，加上向南延伸的南方諸島（伊豆諸島與小笠原諸島）、以及向西南方延伸的琉球群島（南西諸島），如再加上南千島群島等存有主權爭議的領土，全國共由14,125座島嶼構成，國土總面積共377,950.1平方公里。日本列島主要指北海道、本州、四國、九州等四大島嶼，上列四島通稱為「日本本土」，而不另加「島」之後綴。琉球群島的本島沖繩島有時也會列為日本本土之一。
就地殼板塊而言，日本列島是由歐亞大陸板塊與其他板塊碰撞突起而成，國土約75%屬山地丘陵地帶。而新潟縣糸魚川市與靜岡縣靜岡市之間的連線糸魚川靜岡構造線，則是地質學上東日本與西日本的分界。數座山脈橫亙於日本本土中央，將日本的國土分為面向日本海的日本海側地區和面向太平洋的太平洋側地區。因山脈阻擋季風和水氣，使得這兩個地區在氣候上差異頗大。平原則多位於沿海地區，日本的人口、都市和經濟命脈集中在此。日本列島的地殼活動不穩定，居民時需防範火山及地震活動。不過，火山活動能夠產生溫泉，深受民眾與觀光客喜愛。丘陵地形也令日本國內河流流程偏短、流域面積小、落差大。多山的地形加上四季分明的氣候，使得日本的地理種類極具多樣性。

## 位置及面積
日本位於太平洋的西北部，由數千個島嶼組成，眾列島呈弧形。日本國土被海完全包圍，並無與任何國家的陸地相連。西面的日本海對岸是俄羅斯、北韓及南韓，西南面的东海面向中國大陆及臺灣，南面面向菲律賓海的美屬北马里亚纳群岛。絕對位置上，日本介乎北緯20°25′至45°31′之間（未包含與俄羅斯存有主權爭議的南千島群島，包含在內則最北端為45度33分）、東經122°56′至153°59′之間，所處時區為UTC+9。
根據日本國土地理院資料，日本的領土四極是：
|        | 島             | 坐標                          | 註解                                                                              |
| ------ | -------------- | ----------------------------- | --------------------------------------------------------------------------------- |
| 最北端 | 北海道擇捉島   | 北緯45°33′28″，東經148°45′14″ | 實際控制範圍最北端是北海道稚內市宗谷岬對岸的辯天島，北緯45°31′13″，東經141°56′27″ |
| 最南端 | 東京都沖之鳥島 | 北緯20°25′31″，東經136°04′11″ |                                                                                   |
| 最東端 | 東京都南鳥島   | 北緯24°16′59″，東經153°59′11″ |                                                                                   |
| 最西端 | 沖繩縣與那國島 | 北緯24°26′01″，東經122°56′01″ |                                                                                   |

根據日本總務省統計局及統計研修所的《2012年統計年鑑》，日本於2010年領土面積有377,950平方公里，海岸線總長度33,889公里，其中北海道、本州、四國、九州四個大島的海岸線長度19,240公里。
日本的領海範圍是《聯合國海洋法公約》第三條所規定的领海基线起12海里，惟於北海道宗谷海峽、北海道與本州之間的津輕海峽、九州以西的對馬海峽東西兩水道，以及九州以南的大隅海峽，則劃作5個「特定海域」，領海以基線起三海里為界。日本的排他性經濟海域範圍則是離领海宽度基线200海里（依據《聯合國海洋法公約》第57條），但與韓國及中華人民共和國有所爭議，正在進行協商。

### 領土爭端
日本與鄰國共有三處領土爭端，分別是南千岛群岛（和俄罗斯有主權爭議，由俄羅斯實際統治；日本稱其為「北方領土」）；獨島（和韓國有主權爭議，由韓國實際統治；日本稱其為「竹島」）；釣魚台（和中华人民共和国及中華民國有主權爭議，由中華人民共和國常態化巡航，日本稱其為「尖閣諸島」）。此外，日本和中華人民共和國及韓國在日本的专属经济区範圍上有不同見解。中華人民共和國和日本在东海上的專屬經濟區劃界有分歧；且中華人民共和國認為冲之鸟岛不能算是島嶼，只能算是岩礁，因而不認為沖之鳥島附近海域是日本的專屬經濟區。2012年，聯合國大陸架委員會承認沖之鳥島北方面積31萬平方公里的海域為日本的大陸架，但沖之鳥島南方海域是否為日本大陸架則暫時擱置。

## 地質地貌

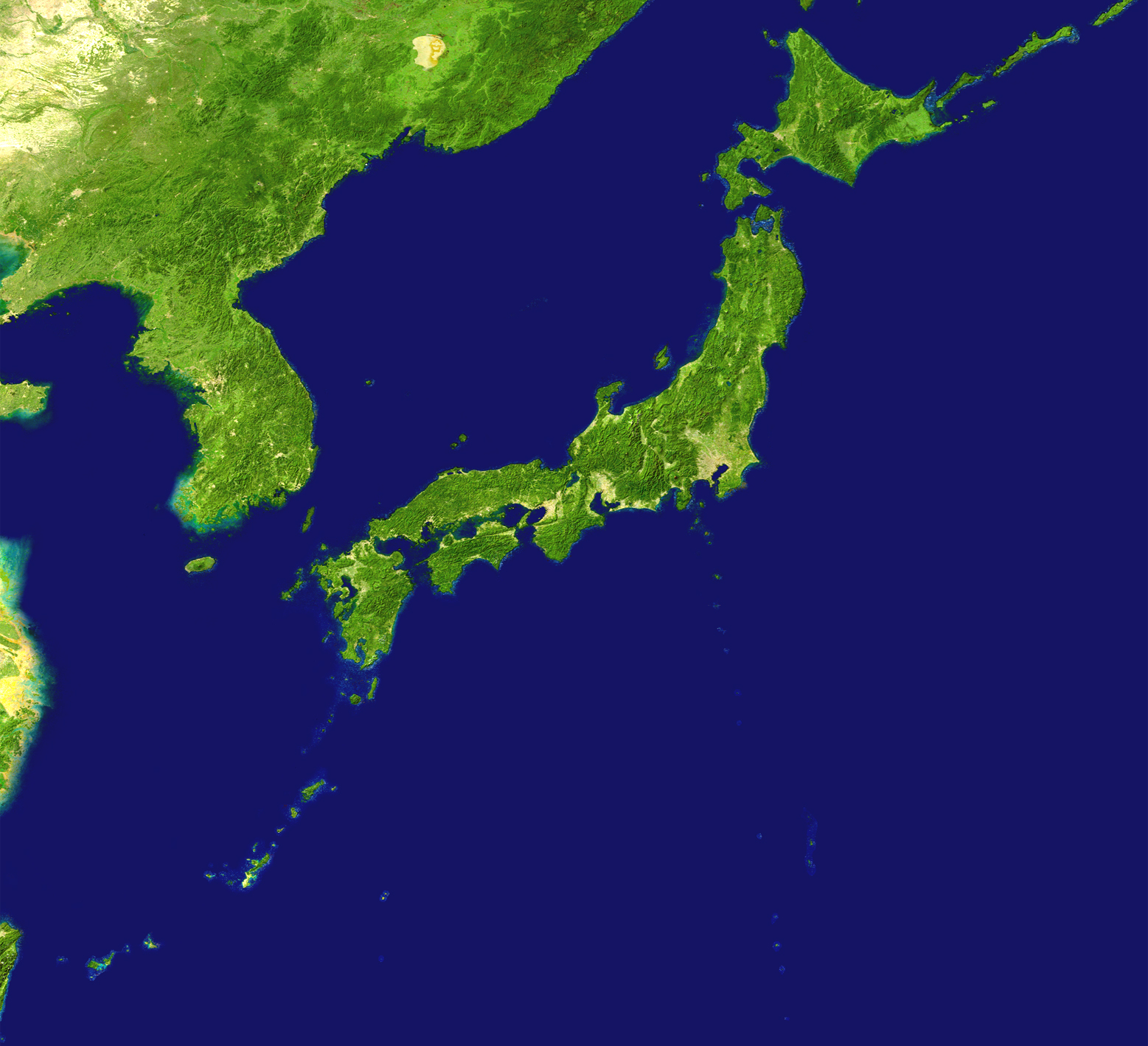
日本地形衛星圖片

### 地質
日本列島地處歐亞大陸板塊、北美洲板塊、太平洋板塊及菲律賓板塊四個板塊的交界處。太平洋板塊、北美洲板塊和歐亞大陸板塊、菲律賓板塊相互碰撞，使得日本列島逐漸從海中突起。就地質學來看，日本列島十分年輕。中央構造線和糸魚川静岡構造線是橫貫及縱貫日本的兩大斷層。糸魚川靜岡構造線以東一帶是日本最大的地塹中央地塹帶。在地質學上，中央地塹帶的西側是西南日本，東側是東北日本:25。中央地塹帶西側附近的地層表面覆蓋有歷史較短的火山噴出物，其下方則是誕生于中生代及古生代的地層，距今約有5億5,000萬年至6,500萬年的歷史。而中央地塹帶一帶的妙高連峰則誕生自2,500萬年前，多為堆積物及火山噴出物構成。顯示在中央地塹帶曾發生過巨大的地殼變化。西南日本以中央構造線為界，分為內带和外带:28。中央構造線北側的是高溫型的領家變成带，地質以片麻岩和花崗岩為主，而南側是高壓型的三波川變成带，以結晶片岩為主。兩條構造線迄今都仍在活動，也是日本國內火山和地震密集的地區。

### 地形
日本國土約75%屬山地丘陵地帶，小規模的山間盆地及平原散佈全國，成為民居、耕種、經濟活動集中之處。山地面積佔土地面積最大的四國，為79.9%，其次九州占64.8%，本州有63.6%，北海道最低，為49%。日本全國最高峰則是位於太平洋沿岸山梨縣及靜岡縣交界的富士山，根據日本國土交通省國土地理院山嶽標高資料，富士山的海拔高度達3,776米。富士山自1708年之後就沒有再大規模噴發過，不過仍然是一座活火山。
日本國內平原面積不大，大多都是小规模的沖積平原、海岸平原和洪積台地。當中最大的是首都東京所在的關東平原，面積約13,000km²。其他規模較大平原則包括愛知縣名古屋市一帶的濃尾平原、大阪及京都兩府附近的近畿平原、本州東北部宮城縣的仙台平原，以及北海道西部的石狩平原。因日本地狹人稠，在許多沿海的平原地區，日本通過開山填海以增加土地面積。

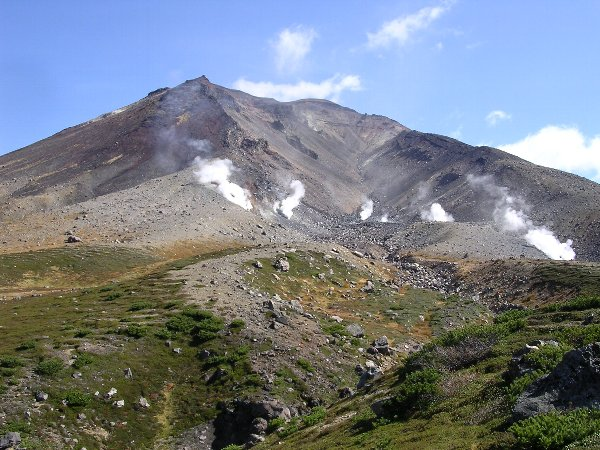
大雪山

日本自北至南的四大島嶼是北海道、本州、四國和九州。北海道位于日本列島的最北端，南隔津輕海峽與本州相對。北海道舊名蝦夷，原住民族為愛努族，當地的很多地名也來自愛努語。北海道的主要山系有南部的日高山脈和東部的石狩山地，西部的夕張山地等。北海道內的最高山峰是旭岳，海拔2,291米。在山脈的中間有富良野盆地、上川盆地、名寄盆地、北見盆地等盆地。北海道東海岸平原較少，較大的平原有十勝平原。西海岸的平原面積較大，其中最大的石狩平原也是北海道人口最為集中的地區。較低的人口密度使得北海道是日本森林面積最大的地區，森林面積占全道面積的71%，也是日本木材生產量最多的地區。和日本其他地區相比，北海道的湖泊數量頗多，主要湖泊有阿寒湖、屈斜路湖、支笏湖、洞爺湖等。
本州島為日本最大島。北美板塊在本州北部擠壓太平洋板塊，形成縱貫本州北部的奥羽山脈。發源自奥羽山脈及其他山脈的河流在其中游形成盆地，下游則形成平原。奥羽山脈西側的日本海沿岸地區有大量火山景觀，主要火山有岩木山、鳥海山、月山。而奥羽山脈東側的太平洋沿岸地區的主要山脈有北上山地，高度相對較低。日本海溝位於本州東部的海域，海溝西側發生過多次巨大地震。奧羽山脈南側為日本面積最大的平原關東平原，日本的首都東京亦位於此。關東平原人口密集，也是地震的多發地區。中央地塹帶在關東地方一帶縱貫本州的中部，而日本最高峰富士山也位于中央地塹帶。中央地塹帶以西則是連綿險峻的高山，自東向西分別是赤石山脈、木曾山脈和飛驒山脈，三條山脈合稱為日本阿爾卑斯山脈:147，山脈彙集的長野縣也因此成為日本地勢最高的地區。而日本阿爾卑斯山脈以西的山勢則比較平緩。以鈴鹿山脈為界，以西是近畿地方。近畿地方沒有太高的山脈，位於平緩山脈之中的京都盆地和奈良盆地是日本歷史最為悠久的地區。近畿地方以西是中國地方。中国山地橫貫了中國地方，山脈北側是山陰地方，南側是山陽地方。山陰地方平原較少且面積狹小，人口密度也較低。而山陽地方則人口密集，氣候溫暖，是日本重要的工業地區。

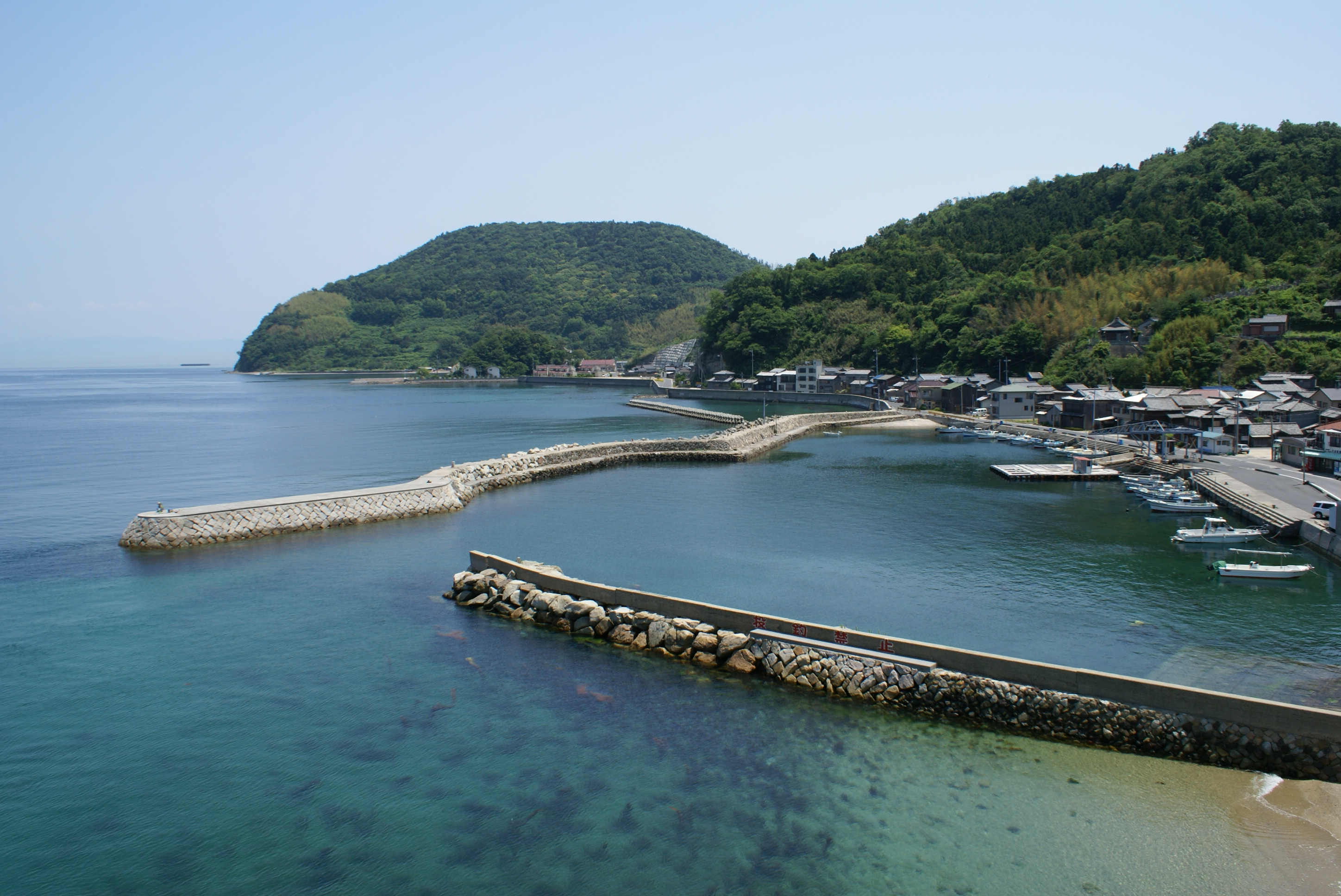
瀨戶內海

四國位于日本西南部，北隔瀨戶內海和本州相望，南為太平洋。是日本四大島中最小的一個。四國山地橫貫四國島中部且山勢險峻，也是四國各縣和主要水系的分界線。由於四國山地的存在，四國南北氣候差異很大，北部的瀨戶內海沿岸溫暖干燥，南部則高溫多雨。四國地方地形崎嶇多山，交通不便，經濟也欠發達。
九州是日本四大島嶼中位置最南的。九州的中部是九州山地，其核心阿蘇山周邊為少見完整位於陸地上的破火山口。九州的地形可大體分為三個地區：北部和中部的界線是松山－伊万里構造線；中部和南部的界線是臼杵－八代構造線。北部地勢較平，而南部山地較多。中部則在数十萬年之前都曾是瀨戶內海的延伸部份，因阿蘇山的數次噴發而逐漸與其他陸地相連。九州是日本距離中国大陆和朝鲜半岛最近的地方，也是中國大陸文化傳入日本的重要地點。
日本國土的最南部是琉球群島，範圍包括了沖繩縣和鹿兒島縣南部的島嶼地區。沖繩地方古為琉球國，17世紀初被日本征服統治(實際上只是薩摩藩之屬國，而非歸屬日本，但她同時也是中國清朝之屬國)，但直到19世紀末才劃歸日本領土，二戰後為美軍接管，直到1972年美軍單方面把琉球(包括釣魚臺)交給日本，日本才重新統治沖繩。沖繩地方有其獨特歷史及民俗。琉球群島自北向南主要的群島有吐噶喇群島、奄美群島、沖繩群島、先島諸島，其中沖繩群島與先島諸島屬沖繩縣管辖。

### 地质災害
日本地處四個板塊的交界處，地震和火山活動十分活躍。1800年至2005年，在内陆地区发生的造成50人以上死亡的地震，平均9年发生一次；在海底发生的造成50人以上死亡的地震，平均18.7年发生一次。20世紀以來，在日本發生并造成重大損失的大地震有1923年的關東大地震（這場地震導致超過10萬人死亡，是日本史上死者最多地震。地震給日本首都東京帶來毀滅性打擊）、1995年的阪神淡路大地震（此次地震對之後都市的地震對策和建築基準法的修訂及防災意識產生了重大影響）和2011年的東北地方太平洋沖地震（地震所帶來的海嘯給東日本太平洋沿岸地區帶來重大災害，其引發的核電站事故帶來的嚴重影響至今仍未消除）。而在沿海地區，地震之後引發的海嘯常帶來遠超過地震的灾害，英語中的海嘯（Tsunami）一詞就是來源于日語。1896年發生的明治三陸大地震引發的海嘯沿海岸上溯（溯上高）最高達38米，超過22,000人遇難或失蹤。2011年發生的東北地方太平洋沖地震引發的海嘯溯上高最高達40.1米，造成561平方公里的陆地浸水，約2萬人遇難或失蹤。
除了地震和海嘯之外，火山引發的災害在日本也不少見。1707年富士山寶永大噴發時，江戶市內也堆積了大量火山灰。1986年伊豆大島三原山噴發，导致島上所有居民都被迫離島避難。2014年御岳山喷发，导致58人死亡，5人失踪，是二战之后日本所发生最严重的火山灾害。而近年日本較為活躍的火山有有珠山、淺間山、三宅島、阿蘇山和櫻島等。日本其他的主要地质災害還有山體滑坡、泥石流等。

### 矿产資源
日本地下埋藏的礦物品種眾多，但蕴藏量都很小，且大部分礦藏難以開採利用或缺乏開採價值，故雖有「礦藏博物館」之稱，卻是一個天然資源短缺的國家。目前日本可以基本自给的矿产有硫化铁、硫磺、石灰石和石膏等，铅、锌、铜和煤可以部分自给。但工業發展所依賴的石油、天然氣、金屬等大部分都由外國進口。
日本主要的煤矿位于北海道、山口縣和福岡縣。在鼎盛時期，全日本曾有超過800處煤礦開採。第二次世界大戰期間，年產量曾達6,000萬噸。戰後雖曾一度大幅減少，之後隨著經濟發展又有回升。1950年之後，產量曾超過5,000萬噸。不過隨著石油地位的提升，加之日本國內開採費用高昂，日本國內的煤礦接連關閉停產。2002年之後，僅有釧路煤礦還在開採。2015年，日本煤炭产量有126万吨。
1973年第一次石油危機爆發之後，日本在能源來源上對石油的依賴已經大幅減少，取而代之的是天然氣以及原子能（铀矿也靠进口）。南關東地區有一些天然氣埋藏于地下，但因其地處人口密集地區，開採受到限制。2006年，日本輸入液化天然氣輸入量達818億6,000萬立方米。2008年，日本的石油進口量達到20,243萬噸，且石油進口對中東地區依存度頗高。
金屬資源方面，日本對金屬資源需求極殷。在17世紀後期至18世紀初期，日本的銅產量曾經是世界第一，但現今和其他金屬資源都已經採掘枯盡，因此也是極為依靠進口。2011年，日本鐵礦石進口量達12,840萬噸，銅礦進口量達4,387千噸，锌進口量達884千噸:92-94。

## 水文

### 陆地水

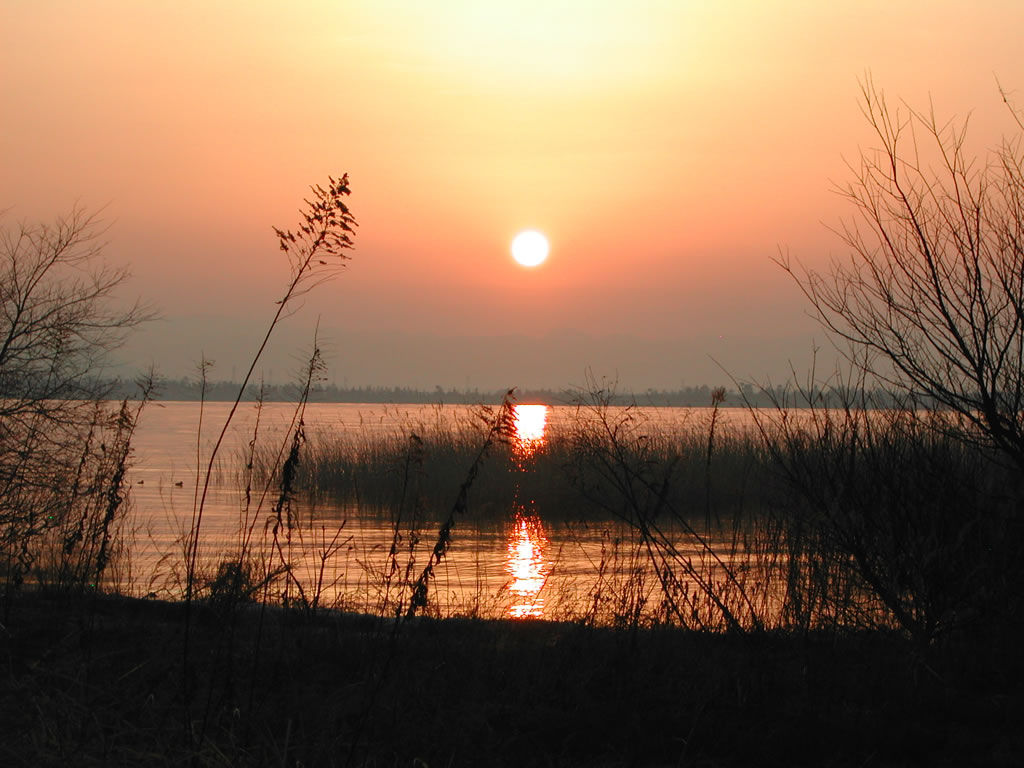
琵琶湖一景

由於日本地形狹長且多山，日本的河流普遍長度短、落差大、流域面積小。日本是世界上降水量較多的地區，且在夏季常有在短時間內集中降雨的情況，使得日本的河流不時出現洪水氾濫的情況，帶來一定的災害。日本的年平均降水量約有1,700毫米，人均年降水量約有5,200立方米，較世界平均的23,000立方米為低。加上日本的河流大多較為短小，降水很快就流入海中，難以利用。因而日本雖然降水量較多，人均可利用水資源卻較低。在瀨戶內海沿岸等氣候較乾燥降水量較少的地區，居民甚至需要修建儲水池以儲備旱季用水。
根據日本總務省統計局及統計研修所的《2007年統計年鑑》，日本最長的河流是信濃川，長度367公里。信濃川發源自埼玉縣、山梨縣、長野縣三縣交界處的甲武信岳南側，在新潟市注入日本海。日本流域面積最廣的河流是利根川，流域面積16,840平方公里。利根川的主流發源於群馬縣和新潟縣交界處的大水上山。在千葉縣銚子市和茨城縣神棲市之間注入太平洋。其流域面積占了關東平原的大部分地區。除了這兩條河流之外，日本的其他主要河流還有北海道的石狩川、天鹽川；東北地方的北上川、阿武隈川、最上川；關東地方的荒川；中部地方的木曾川；四國地方的四萬十川；九州地方的筑后川等。
日本独立入海的一级河流总共109条，其中流域面积2000平方公里以上31条：
1. Tone，利根川，流域面积为1.684万平方公里。占该国面积4.5%
2. Shikari，石狩川，流域面积为北海道第一长河，1.433万平方公里。
3. Shinano，信浓川，流域面积为该国第一长河，1.19万平方公里。
4. Kitakami，北上川，流域面积为1.015万平方公里。
5. Kiso，木曽川，流域面积为0.91万平方公里。
6. Tokachi，十勝川，流域面积为0.901万平方公里。
7. Yodo，淀川，流域面积为0.824万平方公里。
8. Agano，阿賀野川，流域面积为0.771万平方公里。
9. Mogami，最上川，流域面积为0.704万平方公里。
10. Teshio，天塩川，流域面积为0.559万平方公里。
11. Abukuma，阿武隈川，流域面积为0.54万平方公里。
12. Tenryū，天竜川，流域面积为0.509万平方公里。
13. Omono，雄物川，流域面积为0.471万平方公里。
14. Yoneshiro，米代川，流域面积为0.41万平方公里。
15. Fuji，富士川，流域面积为0.399万平方公里。
16. Gō-no，江の川，流域面积为0.39万平方公里。
17. Yoshino，吉野川，流域面积为0.375万平方公里。
18. Naka，那珂川，流域面积为0.327万平方公里。
19. Arakawa，関東荒川，流域面积为0.294万平方公里。
20. Kuzuryu，九頭竜川，流域面积为0.293万平方公里。
21. Chikugo，筑後川，流域面积为九州第一长河，0.286万平方公里。
22. Jinzū，神通川，流域面积为0.272万平方公里。
23. Takahashi，高梁川，流域面积为0.267万平方公里。
24. Iwaki，岩木川，流域面积为0.254万平方公里。
25. Kushiro，釧路川，流域面积为0.251万平方公里。
26. Kumano，熊野川，流域面积为0.236万平方公里。
27. Shimanto，四万十川，流域面积为四国第一长河，0.227万平方公里。
28. Oyodo，大淀川，流域面积为0.223万平方公里。
29. Yoshii，吉井川，流域面积为0.211万平方公里。
30. Hii，斐伊川，流域面积为0.207万平方公里。
31. Mabechi，馬淵川，流域面积为0.205万平方公里。

日本的湖泊數量不是很多。日本面積最大的湖泊是位於滋賀縣的琵琶湖，其面積達670.3平方公里。琵琶湖屬於構造湖，其歷史相當長，生態系統多樣，也是關西地區重要的水源。而最深的湖泊是秋田縣的田澤湖，最大水深423.4米。海拔最高的湖泊是栃木縣的中禪寺湖，湖面海拔1,269米。因日本火山活動頻繁，日本的湖泊中火山口湖和斷層湖較多，如屈斜路湖、支笏湖、洞爺湖、十和田湖等。沿海地區則有一些湖泊是海跡湖，如八郎潟、霞浦、濱名湖、中海等。為實現發電和河流開發等目的，日本也興建有很多水庫，規模較大的有黑部水庫和德山水庫等。

### 海洋
日本周邊海域分別為東邊的太平洋、南邊的菲律賓海（日本多視作太平洋一部分）、西邊的东海、西北邊的日本海，以及東北邊的鄂霍次克海。本州與四國之間的海稱為瀨戶內海，當中散佈多個海島。日本國內的主要海峽則有北海道和本州之間的津輕海峡、本州和九州之間的關門海峡以及本州與四國之間的明石海峽、鳴門海峡等，另外，還有日本北海道和俄羅斯庫頁島之間的宗谷海峡、日、韓之間的對馬海峽。面積較大的海灣有東京灣、三河灣和大阪灣。日本的领海面积达约43万平方公里，超过日本的国土面积。
日本的海岸線長度居世界第六位。日本海岸線的曲折程度受地形的影響，各地區海岸線都有鮮明的特點。日本海沿岸地區的海岸線較為平直，長度也較短。岩手縣一帶的三陸海岸和長崎縣的海岸屬於溺灣，曲折複雜，適宜展開養殖產業，也是著名的觀光景區。而擁有眾多島嶼的瀨戶內海沿岸的縣份也是日本海岸線較長的縣份。
日本的太平洋海域有稱為黑潮的暖流由南向東北流動，而它的支流對馬海流則會經過對馬海峽，流入朝鮮半島和日本之間的日本海。另一股稱為親潮的寒流則從北太平洋向南方流動。稱為利曼海流的親潮支流，則經韃靼海峽流入日本海。兩條海流在東北地方交匯，帶來充分的浮游生物，令東北地方海域漁藏豐富，是世界三大漁場之一。然而，對漁業資源的過度捕撈導致日本一些地區的漁獲量減少。此外，沿岸工業都市的污水排放導致日本一些海域存在赤潮問題。

## 氣候

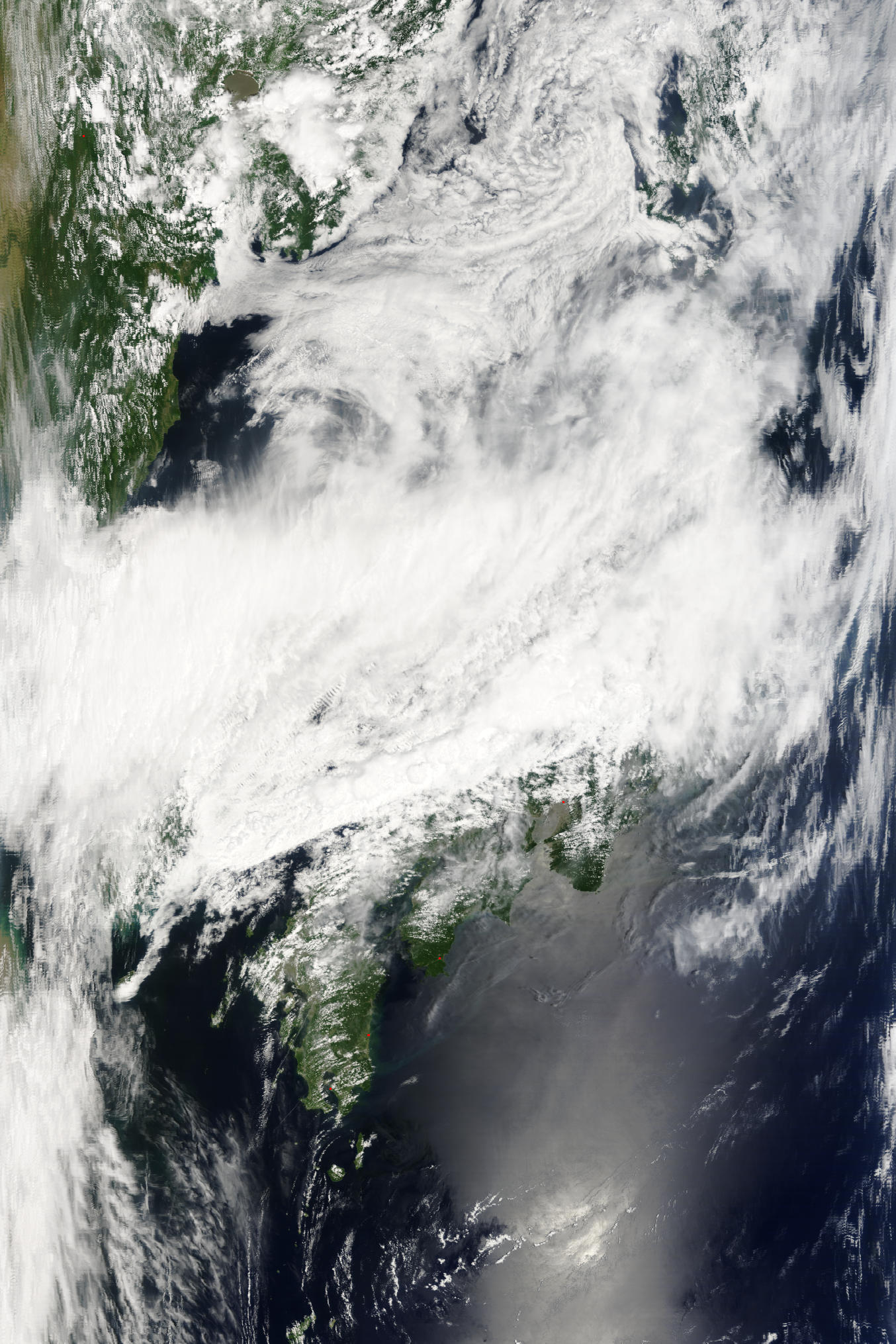
2006年7月16日衛星雲圖，可見梅雨雲帶覆蓋九州地方、中國地方以北大部分地區。

在柯本氣候分類法中，北海道、東北地方屬溫帶大陸性濕潤氣候；本州、四國、九州、琉球群島屬副熱帶濕潤氣候。由於日本縱貫的緯度頗大，南北氣溫差異十分顯著；而連綿不斷的山峰縱貫日本列島中央，使得太平洋沿岸地區和日本海沿岸地區氣候差異也很大。因日本地處中緯度大陸東岸，日本氣候明顯受到季候風及洋流交匯的影響。日本是島國，年溫差較小且降水充沛，有明顯的海洋性氣候特徵。以上種種，均導致日本與相同緯度的朝鮮半島、華北等地區的雨量有顯著差異。
日本一年四季分明。五月至九月，熱帶氣流從太平洋趨向日本，加上黑潮、親潮在周邊海域交匯，為日本帶來悶熱、雨量充沛的夏季。標誌着夏季開始的「梅雨」雨季從南部開始向北部展開，這道降雨前鋒稱為「梅雨前線」。日本全國除了北海道之外均有梅雨現象。直到7月，太平洋季候風將暖濕氣流佔據日本上空，雨季結束、盛夏來臨。盛夏到初秋的這段期間，北日本和東日本則會出現被稱為「秋雨」的間歇雨季。日本在夏季和秋季也會遇上多個颱風，每年平均會有十個颱風接近日本，其中三、四個會登陸，并造成人員傷亡和破壞。11月底左右，西伯利亞大陸的冷空氣集結成高氣壓，趨向太平洋北部的低氣壓，形成西北季風。結果導致寒風從西面吹向日本，途徑日本海時吸收上空大量的濕氣，為面向日本海的「裏日本」帶來嚴寒與暴雪。當中尤以北陸地方（富山縣、新潟縣一帶）的山間積雪最為深厚。在山脊另一側的「表日本」，風雪由於受到山脊阻擋，日本東部的冬日天氣通常晴朗乾燥，但氣溫仍然偏低。冬季結束後，春天開始，受熱帶大陸性氣團的影響，高氣壓和低氣壓交替通過日本上空。三月下旬日本各地的櫻花相繼綻放，民眾紛紛舉行一年一度的花見活動。
日本全國可分為五個氣候區，分別是日本海侧氣候區、太平洋侧氣候區、中央高地式氣候區、瀨戶內海式氣候區和琉球诸島式氣候區。日本海型氣候區的範圍的包括了北海道和本州島的日本海側地區。在冬季因西北季風帶來大量水氣，使得日本海沿岸地區在冬季常有大量降雪，其降雪量在世界也位居前列。太平洋型氣候區包括了北海道、本州的太平洋沿岸地區和九州的大部份地區。其夏季因梅雨和颱風的影響降水量較多。而冬季氣候則較為乾燥。中央高地型氣候區的範圍是本州中部的山區地區，這一地區距海洋相對較遠且海拔較高，因而氣溫年較差很大且降水量較少，具有較強的大陸性氣候特徵。瀨戶內型氣候區的範圍是指瀨戶內海沿岸地區，這一地區因被山地包圍，季風受到阻擋，全年降水量都相對較少。琉球群島型氣候區包括了沖繩群島，位於日本的最南端，全年高溫多降水，海洋性氣候特點鮮明。

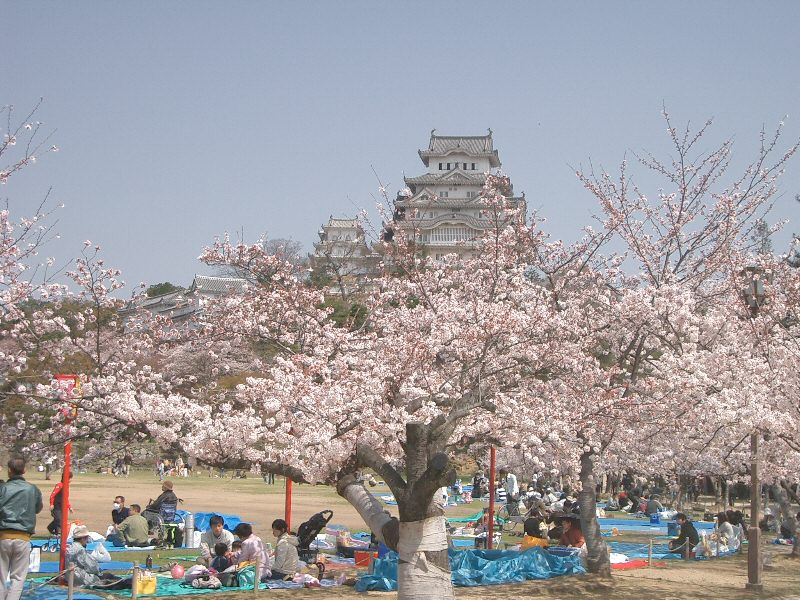
兵庫縣姬路城附近賞櫻的民眾（春）

日本的傳統住宅建築為了適應日本高溫多濕的氣候環境，在設計上注重通風，往往不設固定的牆壁而使用拉門，以促進室內各房間的空氣流通。且在地板和地表間做一定間隔，使得濕氣能從房屋下方通過。然而隨著經濟的發展，傳統的日式房屋數量急劇減少，取而代之的是使用鋼筋混凝土建造的西式住宅。這些住宅大多使用固定牆壁且注重氣密性。都市日益增加的高層建築使得大都市和其近郊的熱島效應日益突出，冬季的氣溫過去和相比有所變暖，而夏季的高溫酷暑也是嚴重的社會問題。

## 自然生態
日本列島因南北狹長的地形及差異巨大的氣候，而呈现生物多樣性，总共有9万多種生物生息。其中維管束植物約有5,600種（其中1,950種是特有種，固有率35%）；哺乳類91種（其中46種是特有種，固有率51%）；鳥類368種（其中15種是特有種，固有率4%）；爬蟲類64種（其中28種是特有種，固有率44%）；兩栖類58種（其中44種是特有種，固有率76%）；魚類214種（其中52種是特有種，固有率24%）。北海道的棕熊和白尾鹰、冲绳的椰子蟹和竹叶青蛇都是日本的知名动物。日本列島雖在冰河時期自然環境嚴酷，但並未出現大量生物滅絕的情況。加上島國的地形又使得外來生物較難入侵，使得島上的生物實現了不同於大陸生物的獨自進化過程。然而自明治維新以來，因人類的捕獵和外來生物的入侵，一些珍稀的日本特有種已經滅絕或瀕危。日本狼即是典型的例子。

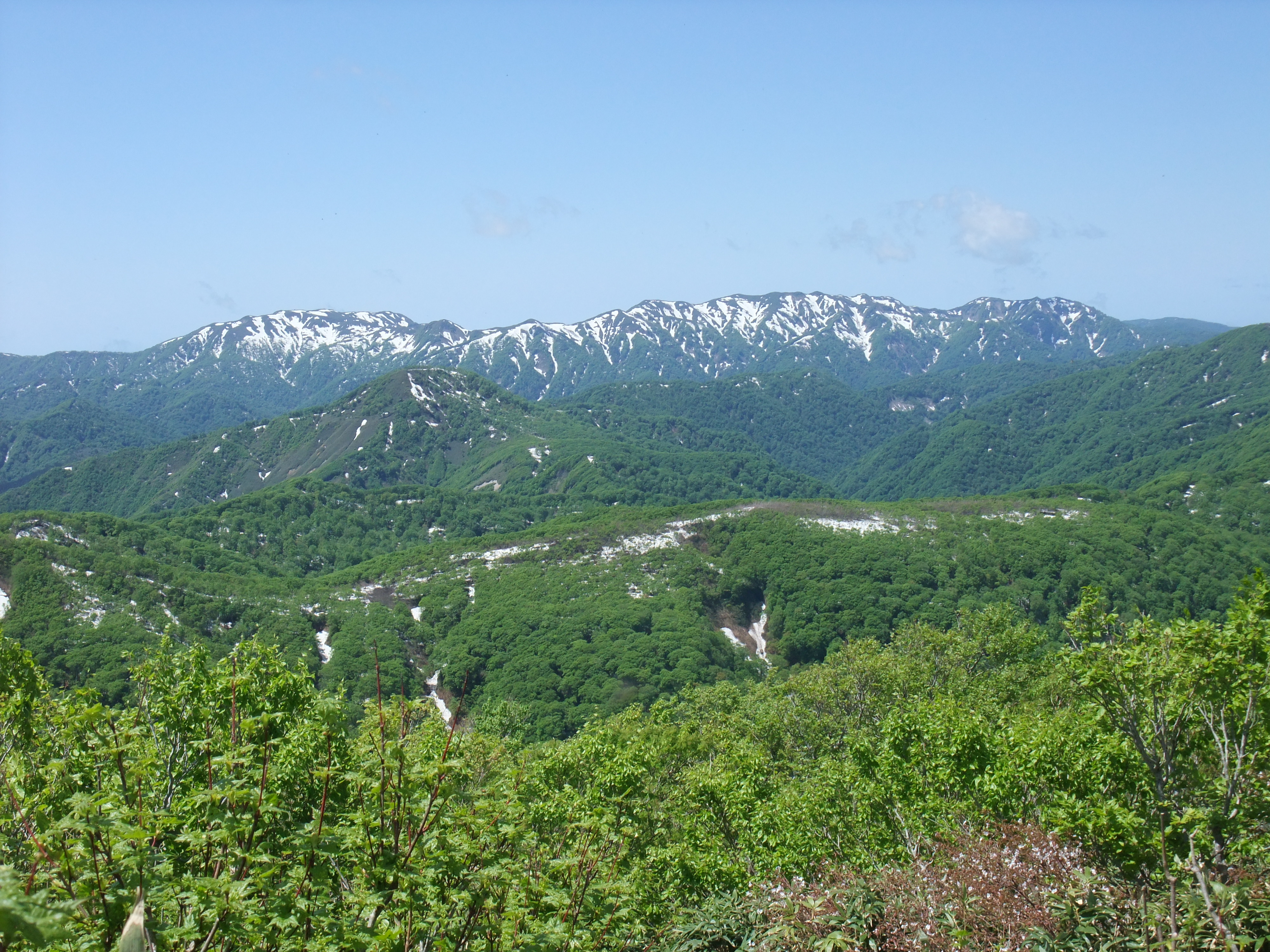
白神山地的森林

日本的森林覆蓋面積約有25萬平方公里，森林覆蓋率約有66%，在已開發國家中僅次於芬蘭和瑞典。日本的森林面積中有約13萬平方公里是天然林、10萬平方公里是人工林，其他屬竹林等。天然林中，本州中部的高山及北海道的海拔較高的地區以灌木林為主；北海道和本州北部的森林以針葉林為主；東北地方和本州中部的山地的森林多是落葉林；而本州中部以南的森林則多是常綠闊葉林。而日本的人工林則幾乎都是針葉林。雖然森林覆蓋率高，然而由於國產木材價格高昂加之林業後繼者不足，日本的木材嚴重依賴進口。同時，森林荒廢的現象也十分嚴重。日本在二戰後種植的大量人工林中，許多雖已到適宜採伐的時期，卻因林業蕭條而無人採伐。新種植的人工林也損害了舊有天然林時期的生態系統，導致生態系統單調化，並且帶來了嚴重的花粉癥問題。
由於日本的海域面積南北狹長溫差較大，海底地形複雜多樣，加上暖流和寒流互相交匯，使得日本近海生息著多種多樣的生物。據日本海洋研究開發機構調查，在日本近海生息的海洋生物物種數僅經過確認的就高達32,777種，占全世界約23萬種的14.6%。其中有1,872種是日本特有種。日本近海的真核生物種類數種排在世界第二，僅次于澳洲近海海域。可以說日本海洋生態系統的多樣性也是世界前列。
日本目前共有四處世界自然遺產，分別是白神山地、屋久島、知床半島和小笠原群島。白神山地橫跨東北地方的青森縣和秋田縣，擁有世界最大的山毛櫸原生林。屋久島位於鹿兒島縣南部，島上有珍稀的繩文杉，其歷史超過6,000年，有「神木」之稱。知床半島位於北海道東部，亦是許多珍稀動植物的生息之地。小笠原群島因其遠離大陸，島上生態系統獨特，更有「東洋的加拉帕戈斯群島」之稱。

## 土地利用

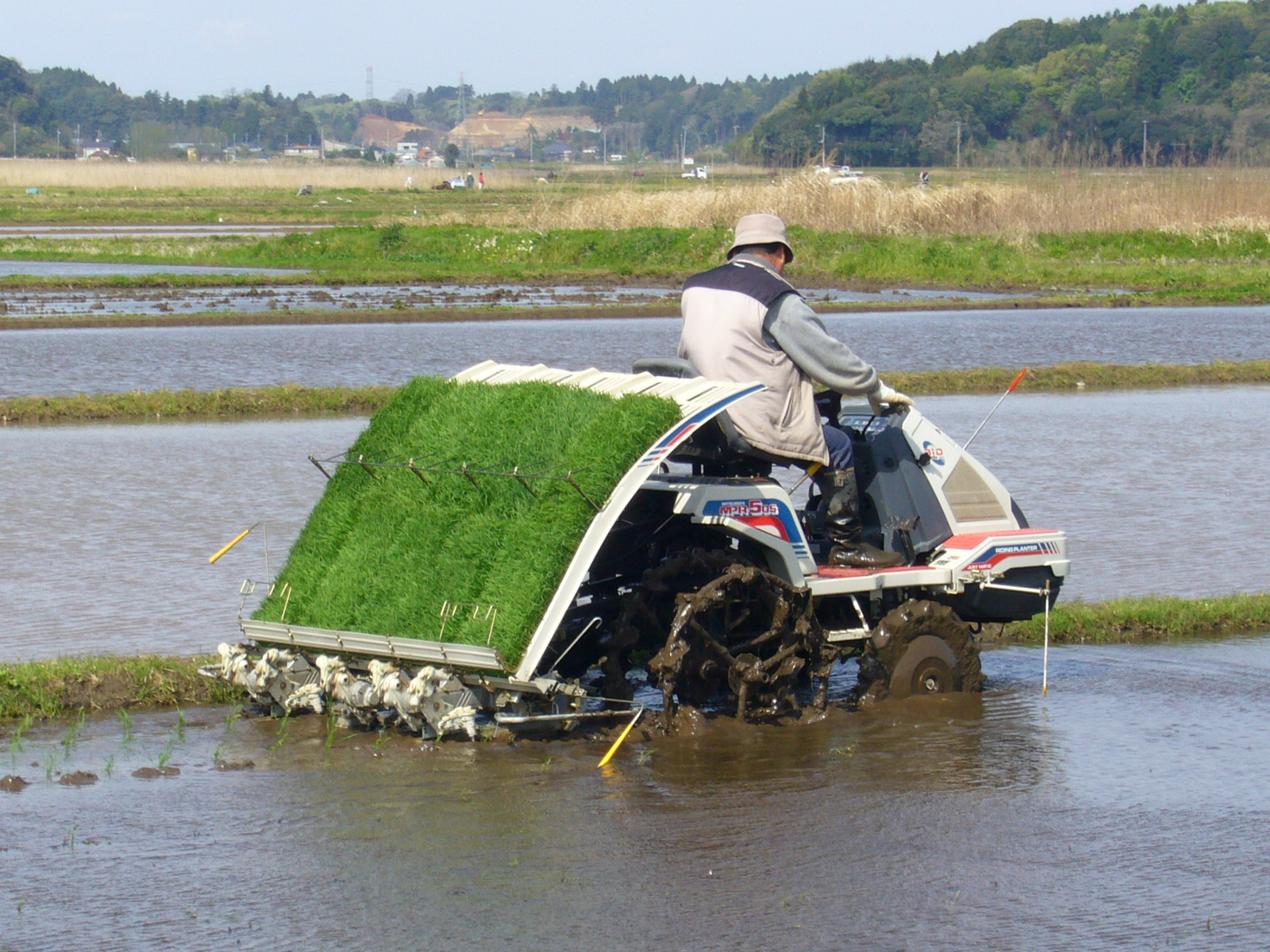
使用插秧機的日本農民。攝於千葉縣香取市。

日本地形多山，使得日本可居住地面積比例較其他地狹人稠的國家相比要小很多。日本的可居住地面積僅有121,343.23平方公里，只佔國土總面積的32.1%。為了緩解用地緊張的情況，填海在日本十分常見。日本東西的兩大空中門戶——東京羽田機場與關西國際機場，千葉的東京迪士尼度假區和東京的台場等知名地點就是由填海得來。據統計，日本國土面積中有0.5%由填海得來。填海在擴充土地的同時，也帶來了環境問題。據日本國土交通省2004年的《關於土地動向的報告》，日本國土總面積為377,900平方公里，其中森林佔66.4%、農地佔12.8%、住宅地佔4.8%、水面佔3.6%、道路佔3.4%、荒地佔0.7%、其他用途佔8.3%。而根據日本總務省統計局及統計研修所的《2007年統計年鑑》提供2004年的數據，日本私有土地面積有162,302平方公里，其中可作住宅用地面積有15,961平方公里、稻田面積有27,080平方公里、其他田地面積有24,885平方公里、森林面積有78,674平方公里、牧場面積有1,331平方公里、荒地面積有8,597平方公里、其他用途土地面積有5,522平方公里。
農業方面，日本適合耕種的土地面積狹小，生產成本高，日常農產品頗為依賴外國進口。除了稻米之外，日本所有農產品均不能自給。日本于1994年加入世界貿易組織後，在協定框架內繼續對進口農產品進行嚴格品質與數量的限制，例如進口大米控制在市場佔有率5%以內，並實行嚴格的檢疫衛生措施等。另一方面，則對國內農業的基礎建設、技術、公共服務等方面作大額補貼。結果，日本農產品的品牌形象以優質為主，即使價格偏高也取得國民愛護與信賴。日本政府的農業政策，不但確保國內糧食穩定供應，也推動日本農業現代化，農民收入穩定。日本主要的農業地區有北海道的石狩平原，本州的關東平原、越后平原、濃尾平原，九州的筑紫平原等。稻米主要在日本海沿岸地區和東北地方生產。大都市近郊則發展園藝農業、蔬菜栽培及酪農產業。

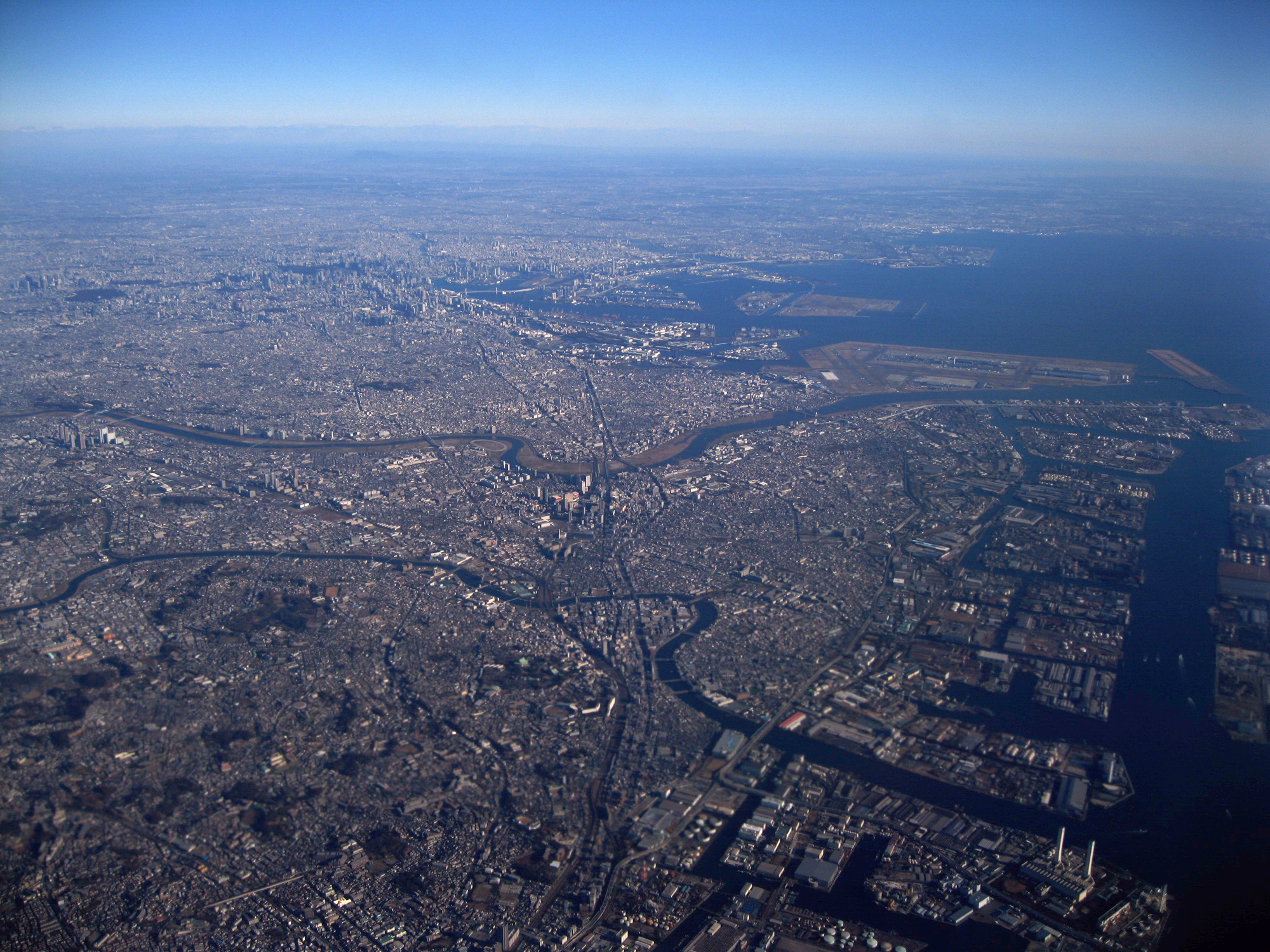
京濱工業地帶

日本是發達的工業國家。自明治維新以來，以紡織業為首的輕工業率先開始發展。重工業則在20世紀初期開始起步。在二戰爆發之前，日本的工業已取得一定發展，但在戰爭中日本工業受到嚴重打擊。戰後，日本經濟快速實現復興，工業得到了顯著的發展。日本有四大工業地帶，分別是京濱工業地帶、中京工業地帶、阪神工業地帶和北九州工業地帶。這四個工業地帶都處於太平洋沿岸地區，四大工業地帶已連為一體，合稱太平洋工業地帶。其中京濱工業地帶位於東京灣西岸，主要發展鋼鐵、石化和出版印刷產業，是日本第二大工業區。中京工業地帶位於三河灣沿岸，支柱產業是汽車製造業和化工產業，是日本最大的工業地帶，也是世界汽車大廠豐田汽車的總部所在地。阪神工業地帶位於大阪灣沿岸，核心產業是石化產業。北九州工業地帶位於福岡縣北部，主要產業是鋼鐵工業。除了四大工業地帶之外，日本其他的主要工業區還有關東內陸工業地帶、京葉工業地帶、東海工業地帶、北陸工業地帶和瀬戸内工業地域等。而電子、IT等高新技術產業則主要集中在東北地方的高速公路沿線和有「日本硅島」之稱的九州地方。
日本共制訂過六次全國性的國土綜合開發計劃。分別是1950年制定的特定地域綜合開發計劃、1962年制定的全國綜合開發計劃、1969年制定的新全國綜合開發計劃、1977年制定的第三次全國綜合開發計劃、1987年制定的第四次全國綜合開發計劃和1998年制定的第五次全國綜合開發計劃。前三次綜合開發計劃均以開發大規模工業區為主要目的，雖取得了經濟發展，卻也因公害問題引發了一些居民的反對。之後的開發計劃則著重國土的均衡發展、縮小東京與地方的差距。國土綜合開發計劃雖然取得了一定的效果，但東京與地方發展不均衡的問題未能解決，且引發了公害及環境問題。2005年，國土綜合開發法被廢止。

## 行政區劃
日本政府自1947年根據《地方自治法》將全國分成47個一級行政區，稱為「都道府县」，分別為一都、一道、二府、四十三县。47個都道府縣如下：	
- 北海道地方：北海道
- 東北地方：青森縣、岩手縣、宮城縣、秋田縣、山形縣、福島縣
- 關東地方：茨城縣、栃木縣、群馬縣、埼玉縣、千葉縣、東京都、神奈川縣
- 中部地方：山梨縣、長野縣、新潟縣、岐阜縣、靜岡縣、愛知縣、富山縣、石川縣、福井縣
- 近畿地方：三重縣、滋賀縣、京都府、大阪府、兵庫縣、奈良縣、和歌山縣
- 中國地方：鳥取縣、島根縣、岡山縣、廣島縣、山口縣
- 四國地方：德島縣、香川縣、愛媛縣、高知縣
- 九州地方：福岡縣、佐賀縣、長崎縣、熊本縣、大分縣、宮崎縣、鹿兒島縣
- 沖繩地方：沖繩縣

都道府縣以下，是稱作「基礎的地方公共團體」的市、町、村。「市」的人口及工業化規模比「町」大，而都道府縣要設置町亦有一定人口及工業化要求，「村」則沒有此限。市、町、村均直接隸屬都道府縣，地位平等，沒有互相隸屬或領導關係。在最近數年，因實施了市町村合併，日本的市町村數量大幅減少。
1956年起，都道府縣的市可以設置「政令指定都市」。政令指定都市人口超過50萬，在經濟和工業運作上具有高度重要性。政令指定都市雖然隸屬道、府、縣的管轄，但部分行政事務則改為接受中央政府直接指導，亦享有更高的自治權及財政來源。政令指定都市可以內設「區」，以便自治行政。截止到2013年4月1日，日本全國共有20個政令指定都市。
1996年起，都道府縣的市可以設置「中核市」。中核市人口必須達30萬，比一般的市擁有更高自治權力，但不及政令指定都市。2000年起，都道府縣的市可以設置「特例市」。特例市人口必須達20萬，比一般的市擁有更高自治權力，但不及中核市。2015年，特例市制度被废除，部分特例市将改为中核市。2017年时，日本全國共有48個中核市，36个施行時特例市。
東京都並未設有任何政令指定都市、中核市及特例市。東京都東部、瀕臨東京灣人口最密集的地域劃為23個特別區。特別區雖然和其他市、町、村一樣，是具有自治權的地方公共團體，而且各區人口也將近政令指定都市，但自來水、污水、消防等公共服務則不會自行處理，改由東京都政府直接安排執行。
日本過去曾經設置名為郡的地方行政機關，階級為都道府縣以下、町村以上。1920年代起，郡制已經廢除，現在只用作概括描述行政區域或是書寫地址之用，並無實際行政用途。
另外，部分都道府縣會在市町村之上設置支廳。支廳不是地方公共團體，沒有自治權，地址亦不會提及。支廳只用於協助都道府縣政府於偏遠或離島地區執行行政事務。日本的支廳過去主要集中在面積最大的北海道，然而在2010年，北海道所有的支廳均被廢除，改設綜合振興局或振興局。目前，只有山形縣、東京都管轄的多個太平洋離島與鹿兒島縣的一些離島設有支廳。
日本的全國可劃分為八大地區，分別為北海道、東北地方、關東地方、中部地方、近畿地方（又稱關西地方）、中國地方、四國地方和九州地方。這些地域並無官方行政地位，不過是把日本劃分為數大區域的常見方法，常見於地理書籍分冊、交通安排、民間習慣及商業機構等。除了這種劃分方法之外，還有其他的劃分方法，例如將中部地方分為東海地方和北陸地方，中國地方分為山陽地方和山陰地方等。

## 人口

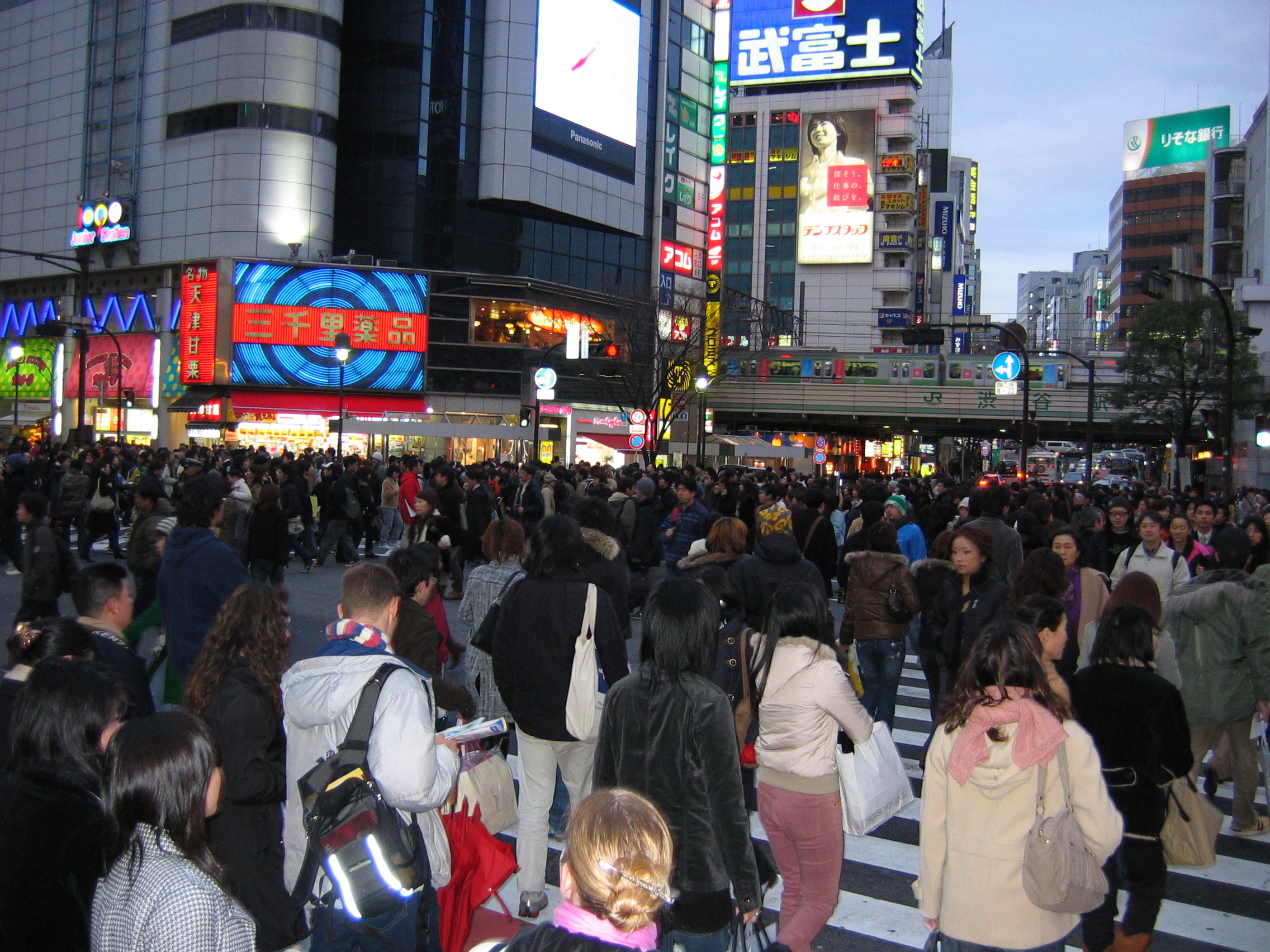
熙來攘往的東京街頭

據2015年日本人口普查的數字，日本全國共有人口127,110,047人，其中男性有61,829,237人，女性有65,280,810人。和上次人口普查相比減少了947,305人。總人口為世界第十名。
日本國土狹長且山地多，大部分人口集中在僅有的沿海平原之上。和大多數發達國家類似，日本的人口高度集中于都市。三大都市圈（東京圈、名古屋圈、大阪圈）的人口達全國的49.7%。其中東京都2005年人口為1,257萬人，人口密度為每平方公里5,748人。東京都及其鄰近的七個縣（包括東京都、神奈川縣、千葉縣、埼玉縣、茨城縣、栃木縣、群馬縣及山梨縣）合稱日本首都圈，其人口達4,237萬人。三大都市圈都位於太平洋沿岸地區，合稱東海道都市帶，是世界規模最大的都市密集區之一。與此相對，面積最大的北海道人口卻只有563萬人，人口密度每平方公里72人。可見各都道府縣人口不均極為顯著:554。
日本的人口結構也成為社會的隱憂。日本男性人均壽命為78.64歲，女性為85.59歲，數字冠絕全球。這雖然反映生活素質以及醫學進步，但也反映人口老龄化問題勢趨嚴重。第二次世界大戰過後，日本在1940年代末出現嬰兒潮，這些嬰兒在20世紀成為日本龐大的勞動人口，推動經濟發展。這些嬰兒在1970年代誕下下一代，造成另一波嬰兒潮。但隨着時代轉變，日本出生率逐漸下降。1947年，日本正值嬰兒潮高峰，總和生育率達到4.54。1973年，日本的總和生育率為2.14，自此之後日本的總和生育率就長期處在人口置換水準2.1的下方。1989年，日本的總和生育率降至1.57，給日本社會帶來了很大衝擊，被稱為「1.57危機」。2005年，日本的總和生育率只有1.26，創下有統計以來的最低數字，日本的總人口也從這一年開始負增長。2010年，日本的總和生育率略有回升至1.39。現代日本人口面對「老齡化」與「少子化」（每戶生育孩子數量下降）問題。1970年人口普查時，日本老年人口已占總人口的7.1%，進入老齡化社會。1995年，老年人口已占日本總人口的14.5%，日本進入老齡社會。2007年，日本老年人口佔日本總人口的比率達到21.5%，已經進入超老齡社會時代。而隨著首波嬰兒潮人士開始退休，人口減少已經成為影響日本經濟及社會的最大危機。
| 日本最大城市排名 2019年10月人口普查 | 日本最大城市排名 2019年10月人口普查 | 日本最大城市排名 2019年10月人口普查 | 日本最大城市排名 2019年10月人口普查 | 日本最大城市排名 2019年10月人口普查 | 日本最大城市排名 2019年10月人口普查 | 日本最大城市排名 2019年10月人口普查 | 日本最大城市排名 2019年10月人口普查 | 日本最大城市排名 2019年10月人口普查 | 日本最大城市排名 2019年10月人口普查 |
|                                     | 排名                                | 名称                                | 行政区划                            | 人口                                | 排名                                | 名称                                | 行政区划                            | 人口                                |                                     |
| ----------------------------------- | ----------------------------------- | ----------------------------------- | ----------------------------------- | ----------------------------------- | ----------------------------------- | ----------------------------------- | ----------------------------------- | ----------------------------------- | ----------------------------------- |
| 東京都區部 横滨市                   | 1                                   | 東京都區部                          | 东京都                              | 9,644,079                           | 11                                  | 广岛市                              | 广岛县                              | 1,199,359                           | 大阪市 名古屋市                     |
| 東京都區部 横滨市                   | 2                                   | 横滨市                              | 神奈川县                            | 3,748,781                           | 12                                  | 仙台市                              | 宫城县                              | 1,090,263                           | 大阪市 名古屋市                     |
| 東京都區部 横滨市                   | 3                                   | 大阪市                              | 大阪府                              | 2,740,202                           | 13                                  | 千叶市                              | 千叶县                              | 980,203                             | 大阪市 名古屋市                     |
| 東京都區部 横滨市                   | 4                                   | 名古屋市                            | 爱知县                              | 2,327,557                           | 14                                  | 北九州市                            | 福冈县                              | 940,141                             | 大阪市 名古屋市                     |
| 東京都區部 横滨市                   | 5                                   | 札幌市                              | 北海道                              | 1,970,057                           | 15                                  | 堺市                                | 大阪府                              | 827,971                             | 大阪市 名古屋市                     |
| 東京都區部 横滨市                   | 6                                   | 福冈市                              | 福冈县                              | 1,592,657                           | 16                                  | 新潟市                              | 新潟县                              | 796,500                             | 大阪市 名古屋市                     |
| 東京都區部 横滨市                   | 7                                   | 川崎市                              | 神奈川县                            | 1,530,457                           | 17                                  | 滨松市                              | 静冈县                              | 791,770                             | 大阪市 名古屋市                     |
| 東京都區部 横滨市                   | 8                                   | 神户市                              | 兵库县                              | 1,522,944                           | 18                                  | 熊本市                              | 熊本县                              | 739,393                             | 大阪市 名古屋市                     |
| 東京都區部 横滨市                   | 9                                   | 京都市                              | 京都府                              | 1,466,264                           | 19                                  | 相模原市                            | 神奈川县                            | 722,828                             | 大阪市 名古屋市                     |
| 東京都區部 横滨市                   | 10                                  | 埼玉市                              | 埼玉县                              | 1,307,931                           | 20                                  | 冈山市                              | 冈山县                              | 720,865                             | 大阪市 名古屋市                     |

## 環境問題
在明治維新之後，隨著經濟的發展，日本的環境問題也日益突出。足尾銅山事件可說是日本最早的公害事件。在戰後的高度經濟發展時期，日本發生数起公害事件，俗称的八大公害有四起发生在日本（痛痛病、水俁病、第二水俁病、四日市哮喘），這些事件引發日本民眾對環境問題的重視。1993年，日本國會通過《環境基本法》，這是日本目前在環境保護方面最重要的法律。目前日本主要的環境問題有大氣污染、水質污染、外來物種增加等問題。
日本的下水道普及率只有75%，在發達國家中屬低水準。大量農業、工業和家庭廢水未經充分處理就排入自然水體，使得日本的眾多河流及湖泊出現過富營養化問題。而裝載有石油的大型貨船也給途徑海域帶來了油污洩漏，使得日本近海海水污染問題嚴重。汽車及工廠排出大量被污染的空氣更導致日本部份都市在1970年代出現光化學煙霧問題。1968年，日本政府制訂《大气污染防止法》，空氣污染問題始得到改善。
1997年12月，在日本京都市舉行了第3屆氣候變化框架條約締約國會議，并通過了《京都議定書》。日本也加入了《京都議定書》和《聯合國氣候變化框架公約》，和世界各國合作面對全球暖化問題。日本還參加了《濕地公約》、《華盛頓條約》、《生物多樣性公約》等全球性保護環境條約。